# Диброва, Марина (дзюдоистка)
Марина Диброва (род. 19 июля 1983) — российская дзюдоистка, призёр чемпионатов России.

## Биография
Воспитанница чебоксарской ДЮСШ по видам единоборств им. В. С. Соколова, тренировалась под руководством А. Е. Ясмакова и Михаила Рахлина. Первой её победой на всероссийских соревнованиях стало серебро на первенстве страны среди юниоров в 2001 году. На следующий год она повторила этот свой успех и к тому же стала бронзовым призёром первенства страны среди молодёжи в супертяжёлой и абсолютной категориях. Впоследствии завоевала ещё пять медалей на молодёжных первенствах страны, из которых одна (на первенстве страны среди молодёжи в супертяжёлой категории в 2005 году) была высшей пробы.
С 2004 года участвовала в чемпионатах страны среди взрослых, завоевала три бронзовые и две серебряные медали, но чемпионкой страны стать так и не сумела. На абсолютном чемпионате Европы в 2007 году в схватке за бронзу с польской спортсменкой Малгожатой Горнацкой на последних секундах пропустила бросок и осталась без медали.
Оставила большой спорт в 2010 году.

## Спортивные результаты
- Призёр чемпионатов России среди юниоров;
- Чемпионат России среди молодёжи 2002, свыше 78 кг — ;
- Чемпионат России среди молодёжи 2002, абсолютная категория — ;
- Чемпионат России среди молодёжи 2003, свыше 78 кг — ;
- Чемпионат России среди молодёжи 2003, абсолютная категория — ;
- Чемпионат России среди молодёжи 2004, свыше 78 кг — ;
- Чемпионат России среди молодёжи 2004, абсолютная категория — ;
- Чемпионат России среди молодёжи 2005, свыше 78 кг — ;
- Чемпионат России по дзюдо 2004 — ;
- Чемпионат России по дзюдо 2005 — ;
- Чемпионат России по дзюдо 2007 — ;
- Чемпионат России по дзюдо 2008 — ;
- Чемпионат России по дзюдо 2010 — ;